# توکیو غول (فیلم)
توکیو غول (به انگلیسی: Tokyo Ghoul) یک فیلم اکشن ترسناک ژاپنی است که برگرفته از مجموعه مانگایی به همین نام اثر سوی ایشیدا است. این فیلم به کارگردانی کنتارو هاگیوارا و هنرپیشگی ماساتاکا کوبوتا، فومیکا شیمیزو و یو آئویی است. توکیو غول توسط استودیو شوچیکو در تاریخ ۲۹ ژوئیه ۲۰۱۷ در کشور ژاپن به نمایش درآمد.

## داستان
توکیو غول در واقعیتی متناوب قرار دارد که غول‌ها، افرادی هستند که فقط با خوردن گوشت انسان می‌توانند زنده بمانند، در میان انسان‌های عادی به‌طور مخفی زندگی می‌کنند و ماهیت واقعی خود را پنهان می‌کنند تا مقامات دولتی از وجود آنها باخبر نشوند.
کِن کانِکی، دانشجوی عادی دانشگاه است که یک روز به قرار آشنایی میرد و توسط آن فرد مورد حمله قرار می‌گیرد و پس از انتقال به بیمارستان، متوجه می‌شود که تحت عمل جراحی قرار گرفته‌است و به یک‌نیمه غول-انسان تبدیل شده‌است…

## بازیگران
- ماساتاکا کوبوتا در نقش کانِکی کِن
- فومیکا شیمیزو در نقش کیریشیما توکا
- یو آئویی کامیشیرو ریزه
- نوبویوکی سوزوکی در نقش آمون کوتارو
- یو اوایزومی در نقش مادو کورئو
- شونیا شیرائیشی در نقش نیشیکی نیشیئو
- کنتا هامانو در نقش انجی کوما
- نوزومی ساساکی در نقش کایا ایریمی